# Imperial Doom
Imperial Doom è l'album di debutto della band Death metal statunitense Monstrosity. L'album è stato pubblicato il 26 maggio 1992 dalla Nuclear Blast Records. L'album vendette 40 000 copie e ricevette recensioni entusiastiche dalla critica di settore. Dopo la pubblicazione dell'album la band si imbarcò in un tour europeo, ma dopo varie divergenze la band lasciò la Nuclear Blast Records.

## Tracce
- Tutti i testi ad opera di Lee Harrison

1. Imperial Doom – 4:12 (musica: Monstrosity)
2. Definitive Inquisition – 4:09 (musica: Lee Harrison, Mark Van Erp)
3. Ceremonial Void – 3:59 (musica: Monstrosity)
4. Immense Malignancy – 3:40 (musica: Monstrosity)
5. Vicious Mental Thirst – 4:17 (musica: Monstrosity)
6. Burden of Evil – 3:22 (musica: Lee Harrison, Mark Van Erp)
7. Horror Infinity – 4:54 (musica: Monstrosity)
8. Final Cremation – 3:22 (musica: Monstrosity)
9. Darkest Dream – 3:09 (musica: Monstrosity)

## Formazione
- George "Corpsegrinder" Fisher - voce
- Jason Gobel - chitarra
- Jon Rubin - chitarra
- Mark Van Erp - basso
- Lee Harrison - batteria

## Produzione
- Monstrosity - produttore
- Jim Morris - produttore
- Dan Seagrave - copertina
- Markus Staiger - produttore esecutivo